# Turbomeca Artouste

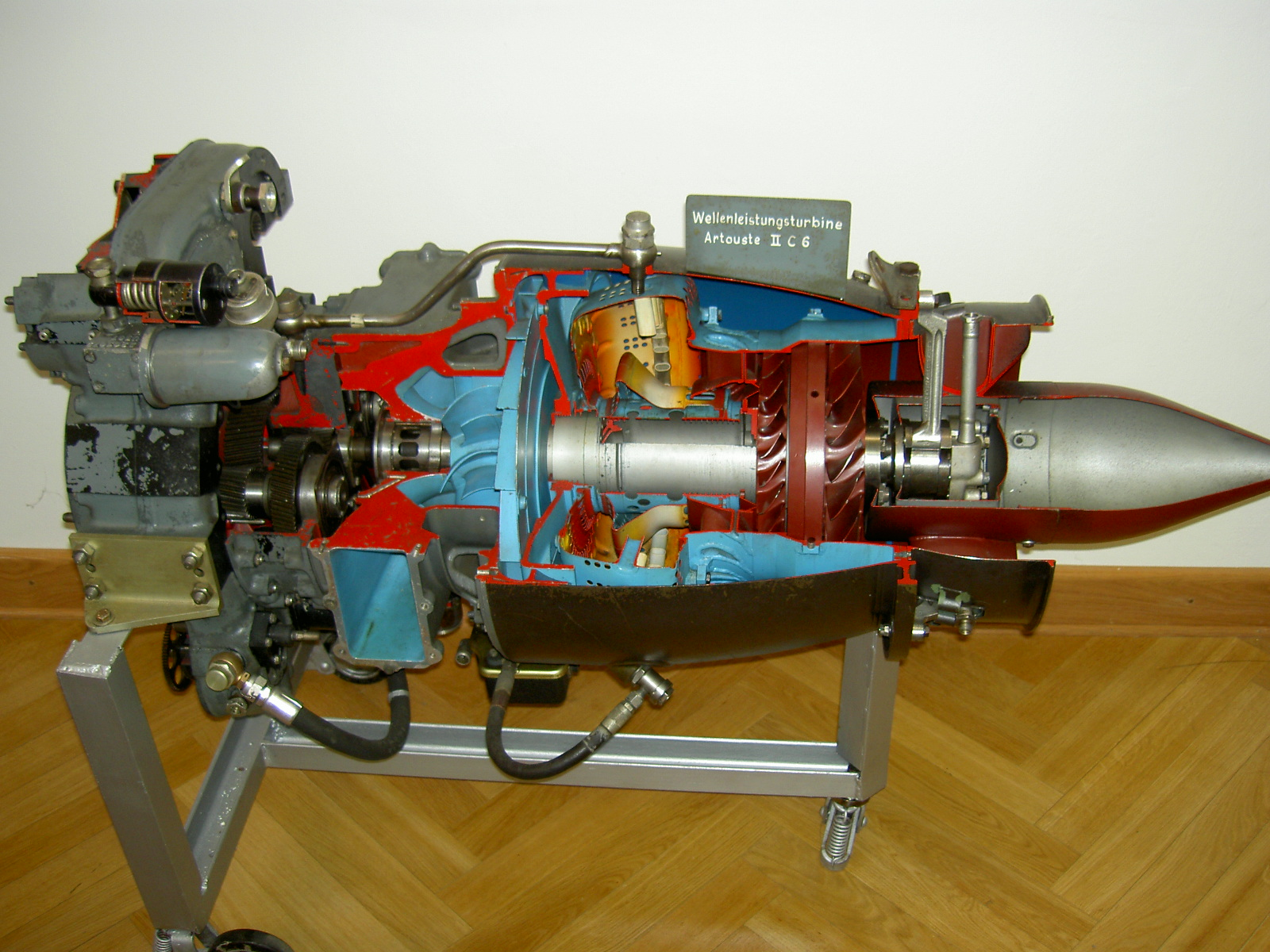
Artouste II C6 im Luftwaffenmuseum Berlin-Gatow

Die Turbomeca Artouste (französisch für Künstler, griechisch für hart arbeiten) ist eine Wellengasturbine des französischen Herstellers Turbomeca. Hauptabnehmer war die Firma Aérospatiale, welche die Triebwerke in Hubschraubern verbaute. Direkt an das Triebwerk ist ein Untersetzungsgetriebe mit dem Untersetzungsverhältnis von etwa 6:1 angeflanscht.

## Varianten

### Artouste II B1/C/C5/C6
Diese Triebwerksvarianten wurden in die Aérospatiale Alouette II eingebaut; den ersten in Serie gebauten Helikopter mit Antrieb durch eine Wellenleistungsturbine. Das Artouste II wurde am 2. Mai 1957 zertifiziert und bis 1964 insgesamt 1445 Mal gebaut. Es wurde in Lizenz auch in Großbritannien von Bristol Siddeley und in Indien von Hindustan Aeronautics produziert.

### Artouste III B

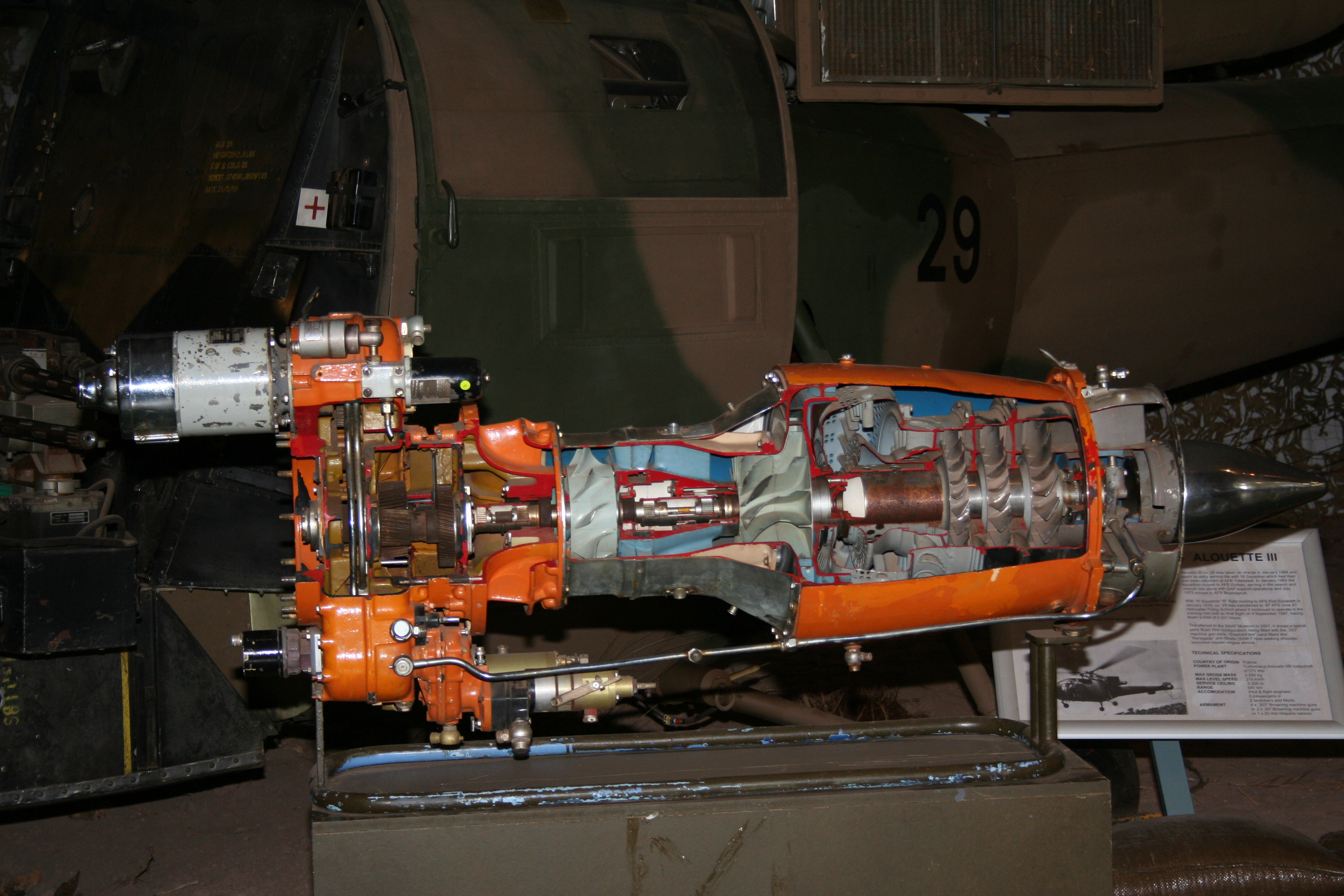
Turbomeca Artouste IIIB

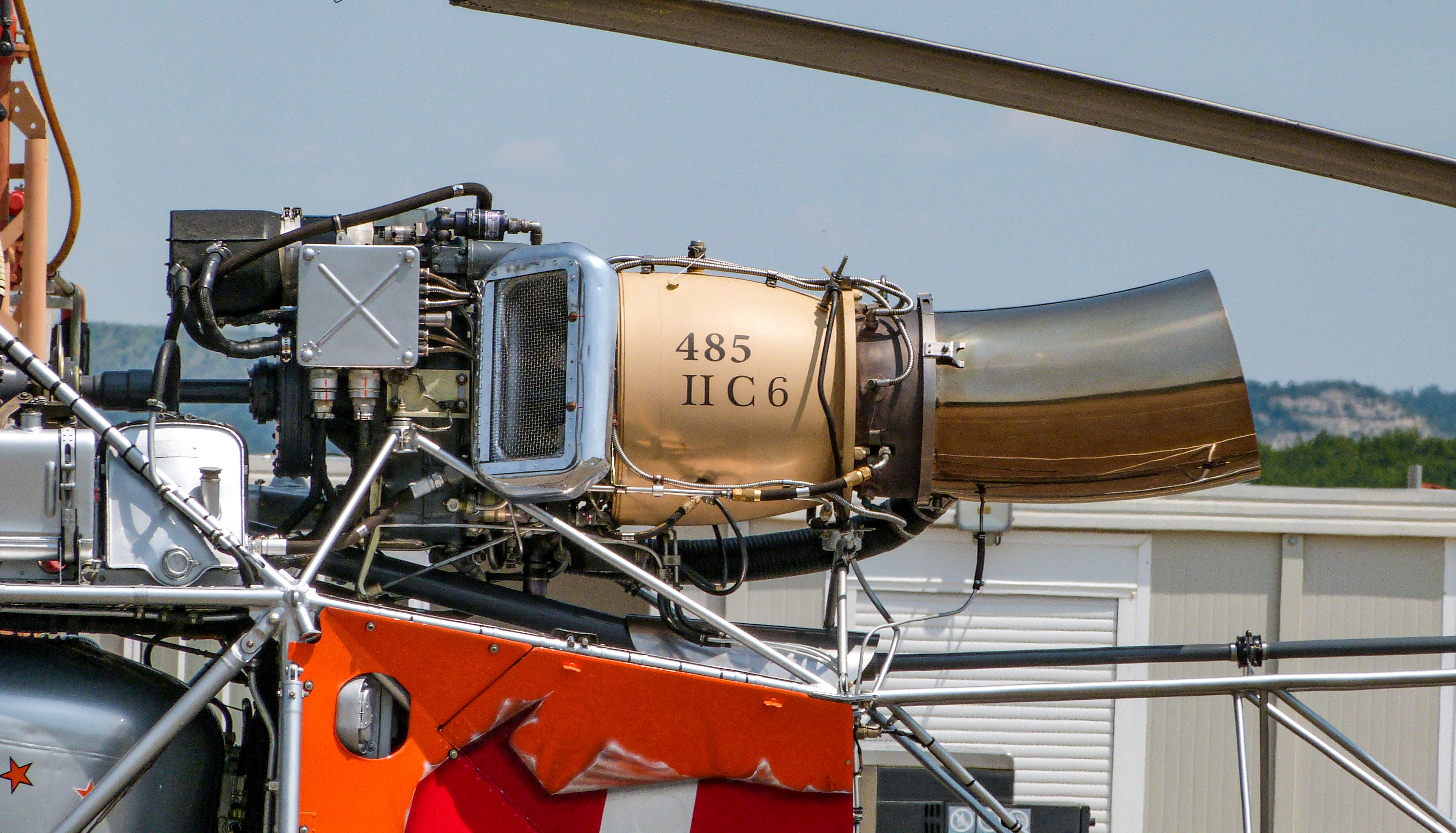
Artouste II C6 auf einer Alouette II

Die Version III B treibt die Hubschrauber Aérospatiale SA-315 „Lama“ und Aérospatiale SA-319 „Alouette III“. Sie wurde am 15. Dezember 1961 zertifiziert. Dieses Triebwerk wird auch heute noch verbaut.

## Technische Daten
| Kenngröße           | Daten Artouste II C6 | Daten Artouste III B                       |
| ------------------- | -------------------- | ------------------------------------------ |
| Baujahre            | 1955–1964            | 1969–heute                                 |
| Rotationsrichtung   | Uhrzeigersinn        | in Flugrichtung Gegenuhrzeigersinn         |
| max. Drehzahl       | 34.000 1/min         | 33.500 1/min                               |
| Treibstoffverbrauch | 150 kg/h             | 195 kg/h                                   |
| Wellenleistung      | 250 kW               | 640 kW (ungedrosselt), 440 kW (gedrosselt) |

1. ↑  von vorne auf den Einlass blickend
2. ↑  man bezieht sich immer auf die Flugrichtung